# Darniyan
Darniyan (persiska: دورنيان, دورنِيان, دَرنيان, Dūrnīān) är en ort i Iran.   Den ligger i provinsen Hamadan, i den nordvästra delen av landet, 220 km väster om huvudstaden Teheran. Darniyan ligger 1 982 meter över havet och antalet invånare är 349.
Terrängen runt Darniyan är platt åt sydväst, men åt nordost är den kuperad.Runt Darniyan är det ganska glesbefolkat, med 47 invånare per kvadratkilometer. Närmaste större samhälle är Razan, 10,6 km söder om Darniyan. Trakten runt Darniyan består i huvudsak av gräsmarker.